# Šisandra
Šisandra (lat. Schisandra), biljni rod listopadnih i zimzelenih visećih grmova iz porodice Schisandraceae. Postoji dvadesetak priznatih vrsta iz južne i jugoistočne Azije, te jugoistoka SAD-a i Meksika.

## Vrste
1. Schisandra arisanensis Hayata
2. Schisandra bicolor W.C.Cheng
3. Schisandra cauliflora N.T.Cuong, D.V.Hai, N.Q.Hung & M.H.Dat
4. Schisandra chinensis (Turcz.) Baill.
5. Schisandra elongata (Blume) Baill.
6. Schisandra glabra (Brickell) Rehder
7. Schisandra glaucescens Diels
8. Schisandra grandiflora (Wall.) Hook. fil. & Thomson
9. Schisandra henryi C.B.Clarke
10. Schisandra incarnata Stapf
11. Schisandra lancifolia (Rehder & E.H.Wilson) A.C.Sm.
12. Schisandra longipes (Merr. & Chun) R.M.K.Saunders
13. Schisandra macrocarpa Q.Lin & Y.M.Shui
14. Schisandra micrantha A.C.Sm.
15. Schisandra neglecta A.C.Sm.
16. Schisandra parapropinqua Z.R.Yang & Q.Lin
17. Schisandra perulata Gagnep.
18. Schisandra plena A.C.Sm.
19. Schisandra propinqua (Wall.) Baill.
20. Schisandra pubescens Hemsl. & E.H.Wilson
21. Schisandra pubinervis (Rehder & E.H.Wilson) R.M.K.Saunders
22. Schisandra repanda (Siebold & Zucc.) Radlk.
23. Schisandra rubriflora (Franch.) Rehder & E.H.Wilson
24. Schisandra sphaerandra Stapf
25. Schisandra sphenanthera Rehder & E.H.Wilson
26. Schisandra tomentella A.C.Sm.
27. Schisandra wilsoniana A.C.Sm.

## Vanjske poveznice
|  | Zajednički poslužitelj ima još gradiva o temi Schisandra |
|  | Wikivrste imaju podatke o taksonu Schisandra             |